# Lista de chefes e diretores-gerais da Polícia Federal do Brasil

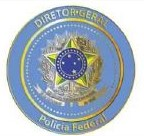
Distintivo previsto na Portaria nº 16.958/2022.

Chefe-Geral ou Diretor-Geral da Polícia Federal do Brasil é um delegado de PoF aprovado em concurso público, que tenha pelo menos 15 (quinze) anos de carreira (Classe Especial), garantindo que a indicação política seja feita a um servidor de carreira que tenha reputação ilibada. O Diretor-Geral reporta ao Ministério da Justiça e Segurança Pública e está sujeito ao código disciplinar da Polícia Federal.

#### Lista de chefes e diretores-gerais
| Chefes do DFSP        | Chefes do DFSP                           | Chefes do DFSP        | Chefes do DFSP      | Chefes do DFSP               | Chefes do DFSP        |
| Nº                    | Nome                                     | Início do mandato     | Fim do mandato      | Ministro da Justiça          | Presidente            |
| --------------------- | ---------------------------------------- | --------------------- | ------------------- | ---------------------------- | --------------------- |
|                       | Ten Cel Antônio Barbosa de Paula Serra   | 2 de abril de 1964    | 15 de abril de 1964 | Luís Antônio da Gama e Silva | Ranieri Mazzilli      |
| 15 de abril de 1964   | Ten Cel Antônio Barbosa de Paula Serra   | 21 de junho de 1964   | Milton Campos       | Castelo Branco               |                       |
|                       | Gen Bgda Riograndino Kruel               | 21 de junho de 1964   | Milton Campos       | Castelo Branco               | 11 de outubro de 1965 |
| 11 de outubro de 1965 | Gen Bgda Riograndino Kruel               | 19 de outubro de 1965 | Luís Viana Filho    | Castelo Branco               |                       |
| 19 de outubro de 1965 | Gen Bgda Riograndino Kruel               | 14 de janeiro de 1966 | Juracy Magalhães    | Castelo Branco               |                       |
| 14 de janeiro de 1966 | Gen Bgda Riograndino Kruel               | 28 de junho de 1966   | Mem de Azambuja Sá  | Castelo Branco               |                       |
| 28 de junho de 1966   | Gen Bgda Riograndino Kruel               | 19 de julho de 1966   | Luís Viana Filho    | Castelo Branco               |                       |
| 19 de julho de 1966   | Gen Bgda Riograndino Kruel               | 26 de agosto de 1966  | Carlos Medeiros     | Castelo Branco               |                       |
|                       | Ten Cel Newton Cypriano de Castro Leitão | 26 de agosto de 1966  | Carlos Medeiros     | Castelo Branco               | 15 de março de 1967   |

| Diretores-gerais do DPF | Diretores-gerais do DPF                   | Diretores-gerais do DPF | Diretores-gerais do DPF | Diretores-gerais do DPF        | Diretores-gerais do DPF   |
| Nº                      | Nome                                      | Início do mandato       | Fim do mandato          | Ministro da Justiça            | Presidente                |
| ----------------------- | ----------------------------------------- | ----------------------- | ----------------------- | ------------------------------ | ------------------------- |
| 1                       | Cel Florimar Campello                     | 17 de março de 1967     | 24 de abril de 1968     | Luís Antônio da Gama e Silva   | Costa e Silva             |
| 2                       | Gen Bgda José Bretas Cupertino            | 10 de maio de 1968      | 31 de agosto de 1969    | Luís Antônio da Gama e Silva   | Costa e Silva             |
| 2                       | Gen Bgda José Bretas Cupertino            | 31 de agosto de 1969    | 31 de outubro de 1969   | Luís Antônio da Gama e Silva   | Junta militar             |
| 3                       | Gen Bgda Walter Pires de C. e Albuquerque | 31 de outubro de 1969   | 26 de abril de 1971     | Alfredo Buzaid                 | Emílio Garrastazu Médici  |
| 4                       | Gen Bgda Nilo Caneppa                     | 26 de abril de 1971     | 10 de maio de 1973      | Alfredo Buzaid                 | Emílio Garrastazu Médici  |
| 5                       | Gen Bgda Antônio Bandeira                 | 10 de maio de 1973      | 14 de fevereiro de 1974 | Alfredo Buzaid                 | Emílio Garrastazu Médici  |
| 6                       | Moacyr Coelho                             | 18 de março de 1974     | 15 de março de 1979     | Armando Falcão                 | Ernesto Geisel            |
| 6                       | Moacyr Coelho                             | 15 de março de 1979     | 7 de janeiro de 1980    | Petrônio Portella              | João Figueiredo           |
| 6                       | Moacyr Coelho                             | 7 de janeiro de 1980    | 9 de janeiro de 1980    | Golbery do Couto e Silva       | João Figueiredo           |
| 6                       | Moacyr Coelho                             | 9 de janeiro de 1980    | 15 de março de 1985     | Ibrahim Abi-Ackel              | João Figueiredo           |
| 6                       | Moacyr Coelho                             | 15 de março de 1985     | 22 de março de 1985     | Fernando Lyra                  | José Sarney               |
| 7                       | Luiz de Alencar Araripe                   | 22 de março de 1985     | 13 de janeiro de 1986   | Fernando Lyra                  | José Sarney               |
| 8                       | Romeu Tuma                                | 29 de janeiro de 1986   | 14 de fevereiro de 1986 | Fernando Lyra                  | José Sarney               |
| 8                       | Romeu Tuma                                | 14 de fevereiro de 1986 | 19 de janeiro de 1989   | Paulo Brossard                 | José Sarney               |
| 8                       | Romeu Tuma                                | 19 de janeiro de 1989   | 9 de agosto de 1989     | Oscar Dias Correia             | José Sarney               |
| 8                       | Romeu Tuma                                | 9 de agosto de 1989     | 15 de março de 1990     | Saulo Ramos                    | José Sarney               |
| 8                       | Romeu Tuma                                | 15 de março de 1990     | 13 de outubro de 1990   | Bernardo Cabral                | Fernando Collor           |
| 8                       | Romeu Tuma                                | 13 de outubro de 1990   | 2 de abril de 1992      | Jarbas Passarinho              | Fernando Collor           |
| 8                       | Romeu Tuma                                | 2 de abril de 1992      | 29 de abril de 1992     | Célio Borja                    | Fernando Collor           |
| 9                       | Amaury Aparecido Galdino                  | 29 de abril de 1992     | 2 de outubro de 1992    | Célio Borja                    | Fernando Collor           |
| 9                       | Amaury Aparecido Galdino                  | 2 de outubro de 1992    | 6 de julho de 1993      | Maurício José Corrêa           | Itamar Franco             |
| 10                      | Wilson Brandi Romão                       | 9 de julho de 1993      | 5 de abril de 1994      | Maurício José Corrêa           | Itamar Franco             |
| 10                      | Wilson Brandi Romão                       | 5 de abril de 1994      | 1 de janeiro de 1995    | Alexandre Dupeyrat             | Itamar Franco             |
| 10                      | Wilson Brandi Romão                       | 1 de janeiro de 1995    | 15 de fevereiro de 1995 | Nelson Jobim                   | Fernando Henrique Cardoso |
| 11                      | Vicente Chelotti                          | 16 de fevereiro de 1995 | 8 de abril de 1997      | Nelson Jobim                   | Fernando Henrique Cardoso |
| 11                      | Vicente Chelotti                          | 8 de abril de 1997      | 22 de maio de 1997      | Milton Seligman                | Fernando Henrique Cardoso |
| 11                      | Vicente Chelotti                          | 22 de maio de 1997      | 1 de abril de 1998      | Iris Rezende                   | Fernando Henrique Cardoso |
| 11                      | Vicente Chelotti                          | 1 de abril de 1998      | 7 de abril de 1998      | José de Jesus Filho            | Fernando Henrique Cardoso |
| 11                      | Vicente Chelotti                          | 7 de abril de 1998      | 5 de março de 1999      | Renan Calheiros                | Fernando Henrique Cardoso |
| 12                      | Wantuir Francisco Brasil Jacini           | 8 de março de 1999      | 15 de junho de 1999     | Renan Calheiros                | Fernando Henrique Cardoso |
| 13                      | João Batista Campelo                      | 15 de junho de 1999     | 21 de junho de 1999     | Renan Calheiros                | Fernando Henrique Cardoso |
| 14                      | Agílio Monteiro Filho                     | 24 de junho de 1999     | 19 de julho de 1999     | Renan Calheiros                | Fernando Henrique Cardoso |
| 14                      | Agílio Monteiro Filho                     | 19 de julho de 1999     | 14 de abril de 2000     | José Carlos Dias               | Fernando Henrique Cardoso |
| 14                      | Agílio Monteiro Filho                     | 14 de abril de 2000     | 14 de novembro de 2001  | José Gregori                   | Fernando Henrique Cardoso |
| 14                      | Agílio Monteiro Filho                     | 14 de novembro de 2001  | 3 de abril de 2002      | Aloysio Nunes                  | Fernando Henrique Cardoso |
| 15                      | Itanor Neves Carneiro                     | 3 de abril de 2002      | 10 de julho de 2002     | Miguel Reale Júnior            | Fernando Henrique Cardoso |
| 15                      | Itanor Neves Carneiro                     | 10 de julho de 2002     | 18 de julho de 2002     | Paulo de Tarso Ramos Ribeiro   | Fernando Henrique Cardoso |
| 16                      | Armando de Assis Possa                    | 18 de julho de 2002     | 1 de janeiro de 2003    | Paulo de Tarso Ramos Ribeiro   | Fernando Henrique Cardoso |
| 16                      | Armando de Assis Possa                    | 1 de janeiro de 2003    | 8 de janeiro de 2003    | Márcio Thomaz Bastos           | Luiz Inácio Lula da Silva |
| 17                      | Paulo Fernando da Costa Lacerda           | 8 de janeiro de 2003    | 16 de março de 2007     | Márcio Thomaz Bastos           | Luiz Inácio Lula da Silva |
| 17                      | Paulo Fernando da Costa Lacerda           | 16 de março de 2007     | 3 de setembro de 2007   | Tarso Genro                    | Luiz Inácio Lula da Silva |
| 18                      | Luiz Fernando Corrêa                      | 3 de setembro de 2007   | 10 de fevereiro de 2010 | Tarso Genro                    | Luiz Inácio Lula da Silva |
| 18                      | Luiz Fernando Corrêa                      | 10 de fevereiro de 2010 | 1 de janeiro de 2011    | Luiz Paulo Barreto             | Luiz Inácio Lula da Silva |
| 18                      | Luiz Fernando Corrêa                      | 1 de janeiro de 2011    | 6 de janeiro de 2011    | José Eduardo Cardozo           | Dilma Rousseff            |
| 19                      | Leandro Daiello Coimbra                   | 7 de janeiro de 2011    | 3 de março de 2016      | José Eduardo Cardozo           | Dilma Rousseff            |
| 19                      | Leandro Daiello Coimbra                   | 3 de março de 2016      | 14 de março de 2016     | Wellington César Lima e Silva  | Dilma Rousseff            |
| 19                      | Leandro Daiello Coimbra                   | 14 de março de 2016     | 12 de maio de 2016      | Eugênio Aragão                 | Dilma Rousseff            |
| 19                      | Leandro Daiello Coimbra                   | 12 de maio de 2016      | 7 de fevereiro de 2017  | Alexandre de Moraes            | Michel Temer              |
| 19                      | Leandro Daiello Coimbra                   | 7 de fevereiro de 2017  | 7 de março de 2017      | José Levi do Amaral (interino) | Michel Temer              |
| 19                      | Leandro Daiello Coimbra                   | 7 de março de 2017      | 31 de maio de 2017      | Osmar Serraglio                | Michel Temer              |
| 19                      | Leandro Daiello Coimbra                   | 31 de maio de 2017      | 9 de novembro de 2017   | Torquato Jardim                | Michel Temer              |
| 20                      | Fernando Queiroz Segovia Oliveira         | 9 de novembro de 2017   | 28 de fevereiro de 2018 | Torquato Jardim                | Michel Temer              |
| 21                      | Rogério Galloro                           | 28 de fevereiro de 2018 | 1 de janeiro de 2019    | Torquato Jardim                | Michel Temer              |
| 22                      | Maurício Valeixo                          | 1 de janeiro de 2019    | 24 de abril de 2020     | Sergio Moro                    | Jair Bolsonaro            |
| —                       | Disney Rosseti (interino)                 | 24 de abril de 2020     | 4 de maio de 2020       | Sergio Moro                    | Jair Bolsonaro            |
| —                       | Alexandre Ramagem                         | Posse suspensa          | Posse suspensa          | André Mendonça                 | Jair Bolsonaro            |
| 23                      | Rolando Alexandre de Souza                | 4 de maio de 2020       | 7 de abril de 2021      | André Mendonça                 | Jair Bolsonaro            |
| 24                      | Paulo Gustavo Maiurino                    | 7 de abril de 2021      | 25 de fevereiro de 2022 | Anderson Torres                | Jair Bolsonaro            |
| 25                      | Márcio Nunes de Oliveira                  | 25 de fevereiro de 2022 | 1 de janeiro de 2023    | Anderson Torres                | Jair Bolsonaro            |
| 26                      | Andrei Augusto Passos Rodrigues           | 2 de janeiro de 2023    | 1 de fevereiro de 2024  | Flávio Dino                    | Luiz Inácio Lula da Silva |
| 26                      | Andrei Augusto Passos Rodrigues           | 1 de fevereiro de 2024  | em exercício            | Ricardo Lewandowski            | Luiz Inácio Lula da Silva |